# Високий (навчально-тренувальна база)
Навчально-тренувальна база «Високий» — навчальна та спортивно-тренувальна база харківського футбольного клубу «Металіст 1925», розташована в селищі міського типу Високий. Знаходиться в 17 км від стадіону «Металіст» та в 7 км від міжнародного аеропорту «Харків».

## Опис
База складається з декількох футбольних полів, великого готельного комплексу та медично-реабілітаційного центру. База була створена для ФК «Металіст». Реконструювалася в двох чергах спеціально для Євро-2012. Будівництво першої черги було завершено в 2009 році, до складу увійшли кілька футбольних полів, сучасний п'ятизірковий готель «Металіст», VIP-зона з апартаментами класу «люкс», медично-реабілітаційний центр з басейном площею 136 м² (17x8), зона допінг-контролю, пресцентр і деякі інші прибудови. Будівництво другої черги тривало з весни по осінь 2011 року, до її складу увійшов додатковий готельний комплекс з 33 номерами. Всього в об'єднаному готельному комплексі 88 номерів (з урахуванням номера корпусу молодіжної команди). Вартість реконструкції склала 24,6 мільйона доларів США.
Під час Євро-2012 на базі проживали збірні Данії, Німеччини та Португалії.
Після банкрутства ФК «Металіст» базу разом з іншими об'єктами власності було передано державі через процес спецконфіскації. Після 2018 року база орендується ФК «Металіст 1925».
• Футбольна база у Високому: який стан, які люди, які гроші / Ситуація станом на 4.06.2021 // ВІДЕО [Архівовано 8 червня 2021 у Wayback Machine.]